# Vibidia
Vibidia är ett släkte av skalbaggar som beskrevs av Étienne Mulsant 1846. Vibidia ingår i familjen nyckelpigor.
Släktet innehåller bara arten Vibidia duodecimguttata.

## Bildgalleri

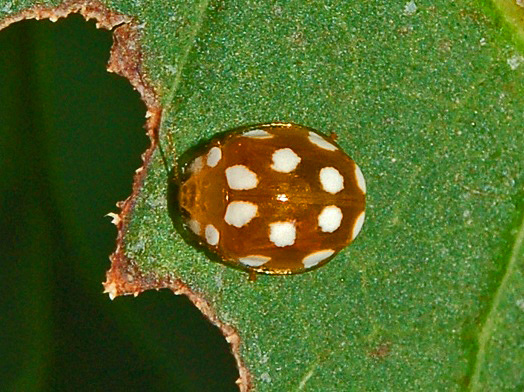
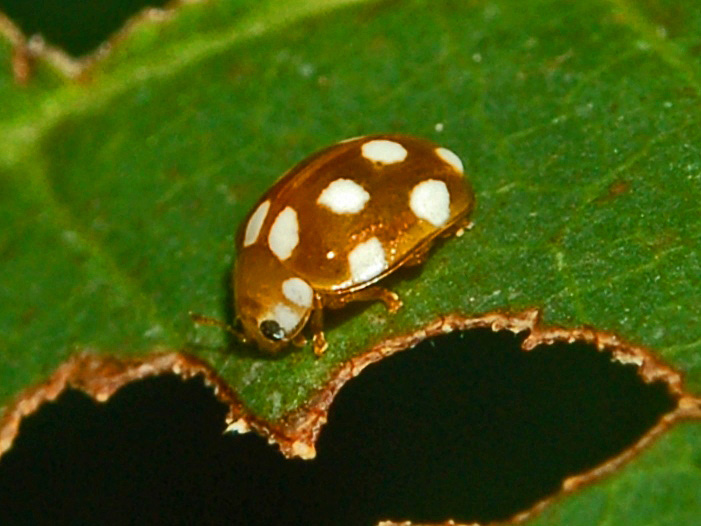
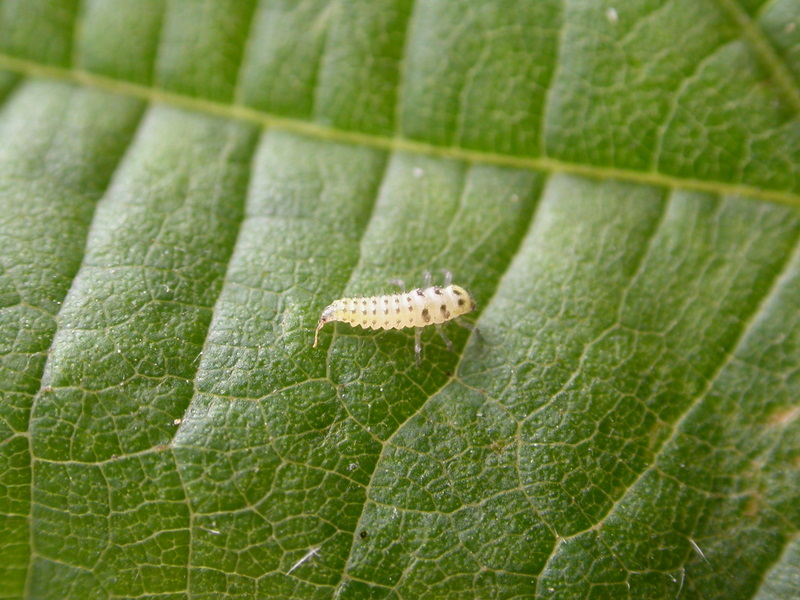
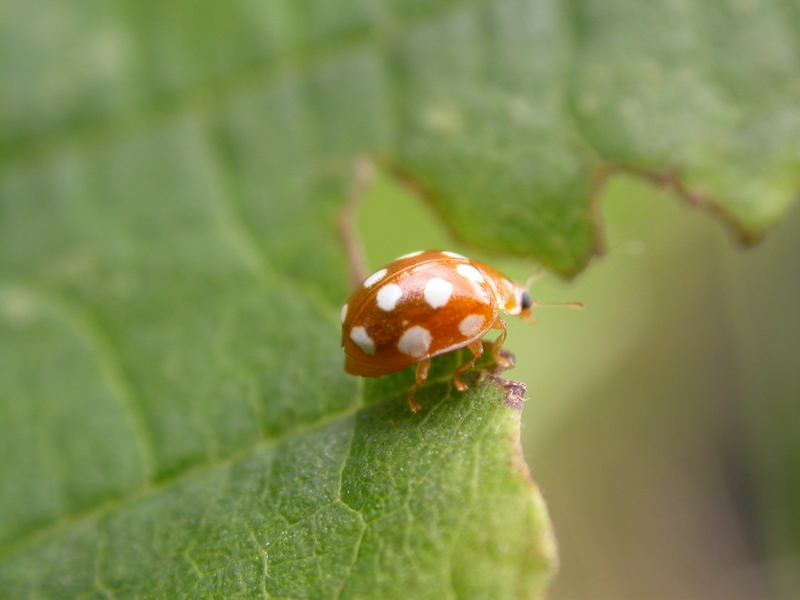
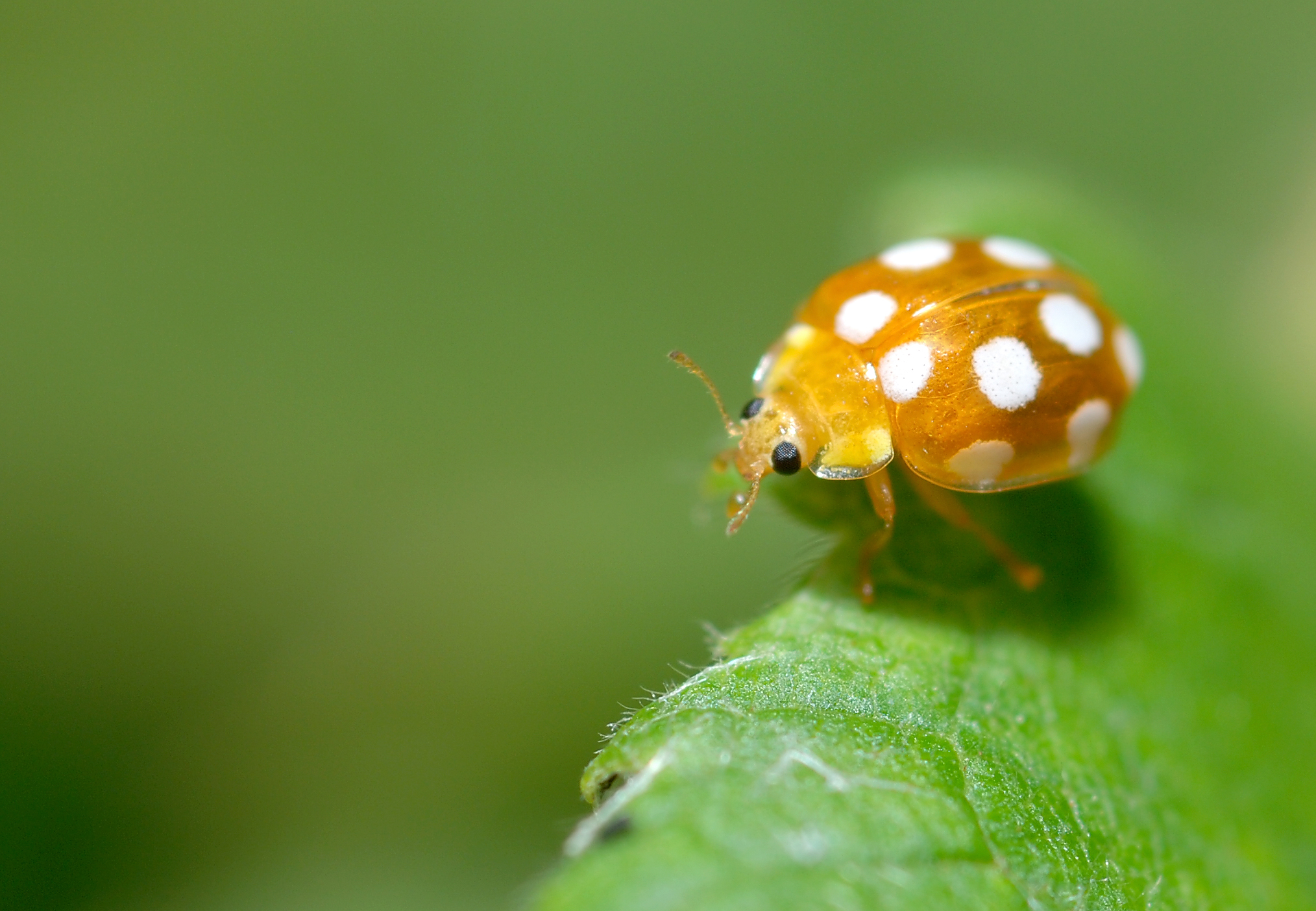
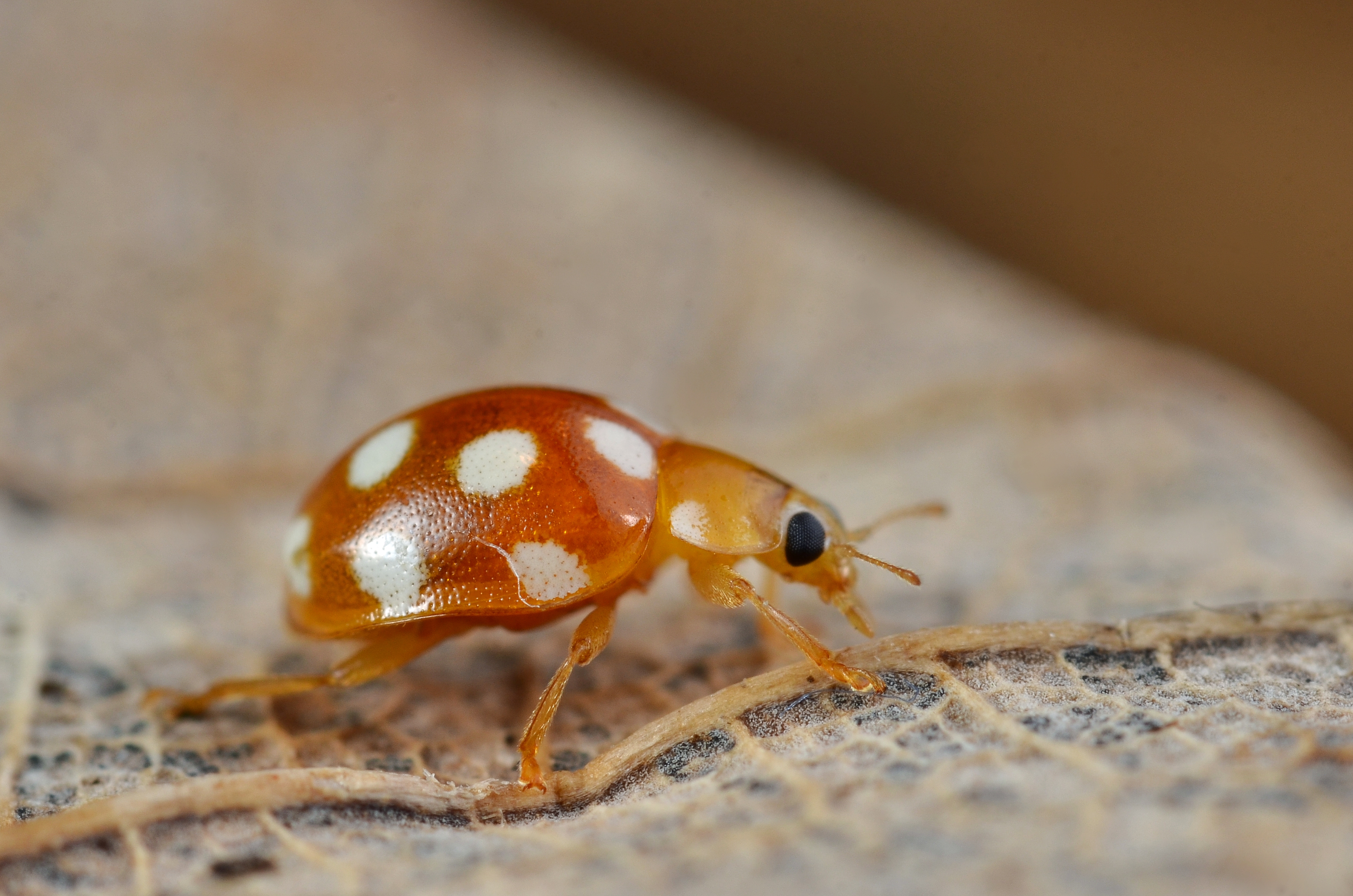